# Шалкинський сільський округ
Ша́лкинський сільський округ (каз. Шалқия ауылдық округі, рос. Шалкинский сельский округ) — адміністративна одиниця у складі Жанакорганського району Кизилординської області Казахстану. Адміністративний центр — селище Шалкія.
Населення — 2655 осіб (2021; 2556 у 2009, 2950 у 1999, 2826 у 1989).
Станом на 1989 рік існувала Шалкинська селищна рада (смт Шалкія), село Леніна перебувало у складі Жаїлминської сільради.

## Склад
До складу округу входять такі населені пункти:
| Населений пункт | Колишні назви | Населення, осіб (1989) | Населення, осіб (1999) | Населення, осіб (2009) | Населення, осіб (2021) |
| --------------- | ------------- | ---------------------- | ---------------------- | ---------------------- | ---------------------- |
| Куттикожа, село | Леніна        | 715                    | 1126                   | 630                    | 890                    |
| Шалкія, селище  | -             | 2111                   | 1824                   | 1926                   | 1765                   |